# Liga2 2022 (Perú)
La Liga2 de Fútbol Profesional del Perú 2022, conocida como Liga2 2022, fue la edición número 70 de la Segunda División del Perú, la decimoséptima desde que se descentraliza en 2006 y la cuarta bajo la denominación de Liga2.

## Formato
Después de dos años con una fase de todos contra todos, volvió el sistema de dos torneos descentralizados.
- En los dos torneos, denominadas Apertura y Clausura, se jugó en el sistema de todos contra todos durante 13 jornadas. El que terminó en el primer lugar fue proclamado el vencedor.[2]

### Definición del ascenso
Para la definición del título participaron los vencedores del Apertura y Clausura junto con los dos primeros equipos de la Tabla acumulada, con las siguientes consideraciones:
- Si los campeones del Apertura y del Clausura y los dos primeros del acumulado eran distintos equipos, se disputaban Semifinales y Final.
- Si un equipo ganaba Apertura o Clausura, y estaba entre de los dos primeros del acumulado, clasificaba directamente a la Final. Su rival sería el ganador de la semifinal entre el otro ganador de uno de los torneos y el otro equipo del acumulado.
- Si los dos equipos ganadores de los torneos también eran los dos primeros del acumulado, se jugaba directamente la Final entre esos equipos.
- Si un equipo era ganador de ambas torneos, se proclamaba campeón automáticamente.

El equipo que ocupó el 17.° puesto de la Liga1 2022 jugó una llave de revalidación contra el subcampeón de este torneo para determinar si mantenía o perdía la categoría.

### Descenso a Copa Perú
El equipo que ocupó el 13.° puesto de la Tabla acumulada descendió de categoría y disputó la Copa Perú 2023. En caso de que dos o más equipos empatasen en puntos al finalizar las 26 fechas se jugaría uno o más partidos de desempate para determinar el descenso.

## Ascensos y descensos
| Pos. | Descendidos de la Liga1 2021 |
| ---- | ---------------------------- |
| 17.° | Cusco FC                     |
| 18.° | Alianza Universidad          |

| Pos. | Ascendidos de la Liga2 2021 |
| ---- | --------------------------- |
| 1.°  | Atlético Grau               |
| 2.°  | Carlos Stein                |

| Pos.    | Descendidos de la Liga2 2021 |
| ------- | ---------------------------- |
| No hubo |                              |

| Pos. | Ascendido de la Copa Perú 2021 |
| ---- | ------------------------------ |
| 2.°  | Alfonso Ugarte                 |

## Geolocalización
| La Libertad | 2 | Deportivo Llacuabamba y Sport Chavelines | Deportivo Coopsol Unión Huaral LlacuabambaSport ChavelinesJuan Aurich Pirata FCLos Chankas C.UnidosCusco FC Alianza Universidad Santos FC Unión Comercio Alfonso Ugarte Localización de los equipos de la Segunda División 2022 |
| Lambayeque  | 2 | Juan Aurich y Pirata FC                  | Deportivo Coopsol Unión Huaral LlacuabambaSport ChavelinesJuan Aurich Pirata FCLos Chankas C.UnidosCusco FC Alianza Universidad Santos FC Unión Comercio Alfonso Ugarte Localización de los equipos de la Segunda División 2022 |
| Lima        | 2 | Deportivo Coopsol y Unión Huaral         | Deportivo Coopsol Unión Huaral LlacuabambaSport ChavelinesJuan Aurich Pirata FCLos Chankas C.UnidosCusco FC Alianza Universidad Santos FC Unión Comercio Alfonso Ugarte Localización de los equipos de la Segunda División 2022 |
| Apurímac    | 1 | Los Chankas                              | Deportivo Coopsol Unión Huaral LlacuabambaSport ChavelinesJuan Aurich Pirata FCLos Chankas C.UnidosCusco FC Alianza Universidad Santos FC Unión Comercio Alfonso Ugarte Localización de los equipos de la Segunda División 2022 |
| Cajamarca   | 1 | Comerciantes Unidos                      | Deportivo Coopsol Unión Huaral LlacuabambaSport ChavelinesJuan Aurich Pirata FCLos Chankas C.UnidosCusco FC Alianza Universidad Santos FC Unión Comercio Alfonso Ugarte Localización de los equipos de la Segunda División 2022 |
| Cusco       | 1 | Cusco FC                                 | Deportivo Coopsol Unión Huaral LlacuabambaSport ChavelinesJuan Aurich Pirata FCLos Chankas C.UnidosCusco FC Alianza Universidad Santos FC Unión Comercio Alfonso Ugarte Localización de los equipos de la Segunda División 2022 |
| Huánuco     | 1 | Alianza Universidad                      | Deportivo Coopsol Unión Huaral LlacuabambaSport ChavelinesJuan Aurich Pirata FCLos Chankas C.UnidosCusco FC Alianza Universidad Santos FC Unión Comercio Alfonso Ugarte Localización de los equipos de la Segunda División 2022 |
| Ica         | 1 | Santos FC                                | Deportivo Coopsol Unión Huaral LlacuabambaSport ChavelinesJuan Aurich Pirata FCLos Chankas C.UnidosCusco FC Alianza Universidad Santos FC Unión Comercio Alfonso Ugarte Localización de los equipos de la Segunda División 2022 |
| Puno        | 1 | Alfonso Ugarte                           | Deportivo Coopsol Unión Huaral LlacuabambaSport ChavelinesJuan Aurich Pirata FCLos Chankas C.UnidosCusco FC Alianza Universidad Santos FC Unión Comercio Alfonso Ugarte Localización de los equipos de la Segunda División 2022 |
| San Martín  | 1 | Unión Comercio                           | Deportivo Coopsol Unión Huaral LlacuabambaSport ChavelinesJuan Aurich Pirata FCLos Chankas C.UnidosCusco FC Alianza Universidad Santos FC Unión Comercio Alfonso Ugarte Localización de los equipos de la Segunda División 2022 |

## Datos
Equipos participantes de la temporada 2022.
| Equipo                | Ciudad      | Entrenador       | Estadio                   | Aforo  | Estadio alternativo                                                                                 | Proveedor | Patrocinador principal (en la equipación) | Otros patrocinadores (en la equipación) |
| --------------------- | ----------- | ---------------- | ------------------------- | ------ | --------------------------------------------------------------------------------------------------- | --------- | ----------------------------------------- | --- |
| Alfonso Ugarte        | Ilave       | Erick Torres     | Modelo Ilave              | 13 500 | 3 Alternativas Enrique Torres Belón Monumental UNA Guillermo Briceño                                | Real      | Grupo Orienta                             | 3 patrocinadores Orienta Sporade Expreso Sur Oriente                                                                                         |
| Alianza Universidad   | Huánuco     | Paul Cominges    | Heraclio Tapia            | 25 000 | 1 Alternativa Olímpico de Amarilis                                                                  | GS Sport  | UDH                                       | 2 patrocinadores Dr. Manuel Vivanco UDH |
| Comerciantes Unidos   | Cutervo     | Carlos Silvestri | Juan Maldonado Gamarra    | 8 000  | 4 Alternativas Cristo el Señor Manuel Burga Puelles Ramón Castilla Municipal El Frutillo            | Jave      | Bandera de ?                              | 1 patrocinador Sporade |
| Cusco FC              | Cusco       | Pablo Peirano    | Inca Garcilaso de la Vega | 45 000 | 4 Alternativas Túpac Amaru Thomas E. Payne Urcos Complejo Deportivo                                 | Walon     | Caja Cusco                                | 6 patrocinadores Walking Clínica O2 Medical Network ICAX Agua Vida Sporade Dafabet                                                           |
| Deportivo Coopsol     | Ventanilla  | Jahir Butrón     | Facundo Ramírez Aguilar   | 3 000  | 2 Alternativas Rómulo Shaw Cisneros Miguel Grau                                                     | GS Sport  | Escudo Protector                          | 4 patrocinadores Sporade Campo Mayor Coopsol Procesos Productivos Coopsol Consultorias                                                       |
| Deportivo Llacuabamba | Otuzco      | Carlos Fernández | Municipal de Otuzco       | 12 000 | 5 Alternativas El Porvenir Municipal de Huamachuco Casa Grande Germán Contreras Héroes de San Ramón | Palant    | Bandera de ?                              | 4 patrocinadores Inversiones CANAAR & RL E.I.R.L. Fameservi Minera Las Lomas Doradas Centro Médico YacuMedic                                 |
| Juan Aurich           | Lambayeque  | Carlos Cortijo   | César Flores Marigorda    | 7 000  | 3 Alternativas Municipal de la Juventud Francisco Mendoza Pizarro Carlos Olivares                   | Jave      | Tiendas EFE                               | 2 patrocinadores Sporade TinBet.pe |
| Los Chankas           | Andahuaylas | Abraham Montoya  | Los Chankas               | 10 000 | 1 Alternativa Condebamba                                                                            | Sporteam  | Pinturas Cykron                           | 4 patrocinadores Sporade ArtColors Master Kolors Radio Exitosa                                                                               |
| Pirata F.C.           | Chongoyape  | Segundo Quiroz   | Municipal de la Juventud  | 2 500  | 2 Alternativas Francisco Mendoza Pizarro César Flores Marigorda                                     | Front     | Nuevas Tierras                            | 2 patrocinadores Sporade Inversiones Santísima                                                                                               |
| Santos F.C.           | Nazca       | José Soto        | Municipal de Nasca        | 10 000 | 2 Alternativas Picasso Peratta Teobaldo Pinillos                                                    | Crack     | Explosivos del Sur S.A.                   | 5 patrocinadores Explosivos del Sur S.A. AKJJ Minerales Inversiones Mineras GBM JJ & G BRAVO S.A.C                                           |
| Sport Chavelines      | Pacasmayo   | José Melecio     | Municipal de Pacasmayo    | 7 000  | 2 Alternativas Casa Grande Carlos Olivares                                                          | Jegold    | Elegant Show                              | 5 patrocinadores Aguafiel Famiheart Valsova S.A.C. Romax Agua ÚNICA                                                                          |
| Unión Comercio        | Tarapoto    | Jesús Oropesa    | Carlos Vidaurre           | 7 000  | 3 Alternativas IPD de Moyobamba IPD Nueva Cajamarca Inca Pachacútec                                 | Golsti    | Corporación Chávez                        | 8 patrocinadores Sporade Constructora de las Casas Don Harold Agua Manantial Inmobiliaria TMO Xtreme Fitness Corporación Chavez OLVA Courier |
| Unión Huaral          | Huaral      | Francisco Melgar | Julio Lores Colán         | 6 000  | 3 Alternativas Rómulo Shaw Cisneros Segundo Aranda Torres Miguel Grau                               | Loma's    | Bandera de ?                              | 5 patrocinadores Generade Agua Loa Constructora WAR Arroz Lorenzo TORRE WASI                                                                 |

### Cambios de localía
| Equipo                | Localía original | Localía original    | Fecha de cambio     | Nueva localía | Nueva localía          | Aforo  |
| --------------------- | ---------------- | ------------------- | ------------------- | ------------- | ---------------------- | ------ |
| Comerciantes Unidos   | Baños del Inca   | Cristo el Señor     | Fecha 2 (Clausura)  | Cutervo       | Juan Maldonado Gamarra | 8 000  |
| Deportivo Llacuabamba | Otuzco           | Municipal de Otuzco | Fecha 5 (Clausura)  | El Porvenir   | El Porvenir            | 1 000  |
| Deportivo Llacuabamba | El Porvenir      | El Porvenir         | Fecha 9 (Clausura)  | Otuzco        | Municipal de Otuzco    | 12 000 |
| Alfonso Ugarte        | Puno             | Monumental UNA      | Fecha 10 (Clausura) | Ilave         | Modelo Ilave           | 13 500 |

### Cambios de entrenadores
| Equipo                | Entrenador (Jornadas) | Fecha de vacante     | Tipo de salida     | Posición en la tabla | Entrenador entrante  | Fecha de nombramiento   |
| --------------------- | --------------------- | -------------------- | ------------------ | -------------------- | -------------------- | ----------------------- |
| Cusco FC              | Marcelo Grioni (1)    | 6 de abril de 2022   | Renuncia           | 10.º                 | Pablo Peirano        | 7 de abril de 2022      |
| Alfonso Ugarte        | Javier Arce (2)       | 14 de abril de 2022  | Mutuo acuerdo      | 10.º                 | Edson López INT      | 15 de abril de 2022     |
| Alfonso Ugarte        | Edson López INT       | 18 de abril de 2022  | Fin de interinidad | 11.º                 | Erick Torres         | 18 de abril de 2022     |
| Los Chankas           | Pablo Garabello (3)   | 19 de abril de 2022  | Mutuo acuerdo      | 13.º                 | Gustavo Cisneros     | 20 de abril de 2022     |
| Los Chankas           | Gustavo Cisneros      | 9 de agosto de 2022  | Mutuo acuerdo      | 6.º                  | Roberto Holsen       | 10 de agosto de 2022    |
| Los Chankas           | Roberto Holsen        | 30 de agosto de 2022 | Mutuo acuerdo      | 5.º                  | Abraham Montoya      | 1 de septiembre de 2022 |
| Deportivo Llacuabamba | Rony Revollar (6)     | 10 de mayo de 2022   | Mutuo acuerdo      | 8.º                  | Carlos Fernández INT | 11 de mayo de 2022      |
| Deportivo Llacuabamba | Carlos Fernández INT  | 26 de mayo de 2022   | Fin de interinidad | 11.º                 | Martín Dall'orso     | 26 de mayo de 2022      |
| Deportivo Llacuabamba | Martín Dall'orso      | 26 de agosto de 2022 | Mutuo acuerdo      | 8.º                  | Carlos Fernández     | 27 de agosto de 2022    |
| Deportivo Coopsol     | Carlos Cortijo (8)    | 22 de mayo de 2022   | Mutuo acuerdo      | 10.º                 | Jahir Butrón         | 23 de mayo de 2022      |
| Juan Aurich           | Teddy Cardama (13)    | 27 de junio de 2022  | Mutuo acuerdo      | 10.º                 | Carlos Cortijo       | 29 de junio de 2022     |
| Sport Chavelines      | José Soto (13)        | 29 de junio de 2022  | Mutuo acuerdo      | 13.º                 | José Melecio         | 1 de julio de 2022      |
| Comerciantes Unidos   | Salomón Paredes (13)  | 1 de julio de 2022   | Mutuo acuerdo      | 5.º                  | Carlos Silvestri     | 2 de julio de 2022      |
| Santos F.C.           | Orlando Lavalle (14)  | 5 de julio de 2022   | Mutuo acuerdo      | 8.º                  | José Soto            | 5 de julio de 2022      |
| Pirata F.C.           | Ricardo Ortega (16)   | 19 de julio de 2022  | Mutuo acuerdo      | 11.º                 | Segundo Quiroz       | 19 de julio de 2022     |

### Jugadores extranjeros
Se permiten 5 futbolistas considerados extranjeros: Pudiendo estar presentes la totalidad en campo.
| Equipo                | Jugador 1         | Jugador 2          | Jugador 3      | Jugador 4        | Jugador 5      |
| --------------------- | ----------------- | ------------------ | -------------- | ---------------- | -------------- |
| Alfonso Ugarte        |                   |                    |                |                  |                |
| Alianza Universidad   | Jhon Ibargüen     | Maximiliano Zárate | Carlos López   | Federico Freire  |                |
| Comerciantes Unidos   | Claudio Velázquez | Matías Sen         | Jhonny Mena    | Steven Aponzá    |                |
| Cusco FC              | Abdiel Ayarza     | José Fajardo       | Matías Abisab  | Felipe Rodríguez | Edy Rentería   |
| Deportivo Coopsol     | Dbray Torres      | Yony Angulo        | Abel Casquete  | Rodin Quiñones   | Carlos Caicedo |
| Deportivo Llacuabamba | Jhon Vergara      | Cristian Lasso     | Martín Díaz    |                  |                |
| Juan Aurich           | Agustín Álvarez   | Sergio Samudio     | Osvaldo Cabral | Raúl Acosta      |                |
| Los Chankas           | Rodrigo Acosta    | Imanol Varela      | Juan Salcedo   | Jesús Marimón    | Germán Pacheco |
| Pirata FC             | Diego Cruz        | Braison Cardona    | Lucas Agüero   |                  |                |
| Santos FC             | Luis Perea        | José Cuero         | César Martínez |                  |                |
| Sport Chavelines      | Mario Ramírez     | Gustavo Collante   |                |                  |                |
| Unión Comercio        | Sergio Almirón    | Edis Ibargüen      | Omar Vásquez   | Eder Munive      | Octavio Zapata |
| Unión Huaral          | Diego Cuadros     | Leonel García      | Mathías López  |                  |                |

|  |                                                     |
|  | Habitualmente convocado por la selección de su país |

## Torneo Apertura

### Clasificación
| Pos. | Equipo                | Pts. | PJ | G | E | P | GF | GC | Dif. | Clasificación                         |
| ---- | --------------------- | ---- | -- | - | - | - | -- | -- | ---- | ------------------------------------- |
| 1    | Cusco FC              | 29   | 12 | 9 | 2 | 1 | 20 | 7  | +13  | Accede a los Play-offs de campeonato. |
| 2    | Unión Comercio        | 28   | 12 | 9 | 1 | 2 | 25 | 9  | +16  |                                       |
| 3    | Los Chankas           | 20   | 12 | 6 | 2 | 4 | 17 | 14 | +3   |                                       |
| 4    | Unión Huaral          | 18   | 12 | 4 | 6 | 2 | 12 | 10 | +2   |                                       |
| 5    | Comerciantes Unidos   | 17   | 12 | 5 | 2 | 5 | 19 | 19 | 0    |                                       |
| 6    | Santos FC             | 16   | 12 | 4 | 4 | 4 | 18 | 16 | +2   |                                       |
| 7    | Alfonso Ugarte        | 16   | 12 | 4 | 4 | 4 | 16 | 17 | −1   |                                       |
| 8    | Deportivo Llacuabamba | 15   | 12 | 4 | 3 | 5 | 14 | 15 | −1   |                                       |
| 9    | Deportivo Coopsol     | 13   | 12 | 3 | 4 | 5 | 12 | 17 | −5   |                                       |
| 10   | Juan Aurich           | 12   | 12 | 3 | 3 | 6 | 19 | 26 | −7   |                                       |
| 11   | Alianza Universidad   | 10   | 12 | 2 | 4 | 6 | 17 | 22 | −5   |                                       |
| 12   | Pirata FC             | 10   | 12 | 2 | 4 | 6 | 6  | 11 | −5   |                                       |
| 13   | Sport Chavelines      | 9    | 12 | 2 | 3 | 7 | 6  | 18 | −12  |                                       |

 Fuente: FPF
Criterios de clasificación: Puntos · Diferencia de goles · Goles a favor · Play-off

### Resultados
| Fecha 1             | Fecha 1   | Fecha 1               | Fecha 1                 | Fecha 1    | Fecha 1 |
| Local               | Resultado | Visitante             | Estadio                 | Fecha      | Hora    |
| ------------------- | --------- | --------------------- | ----------------------- | ---------- | ------- |
| Deportivo Coopsol   | 2 - 0     | Los Chankas           | Facundo Ramírez Aguilar | 2 de abril | 15:30   |
| Comerciantes Unidos | 2 - 1     | Alfonso Ugarte        | Cristo el Señor         | 2 de abril | 15:30   |
| Unión Comercio      | 1 - 0     | Cusco FC              | Carlos Vidaurre García  | 3 de abril | 13:00   |
| Unión Huaral        | 3 - 0     | Deportivo Llacuabamba | Julio Lores Colán       | 3 de abril | 15:30   |
| Juan Aurich         | 0 - 2     | Pirata FC             | César Flores Marigorda  | 3 de abril | 15:30   |
| Alianza Universidad | 1 - 1     | Sport Chavelines      | Heraclio Tapia          | 8 de junio | 20:00   |
| Descansa: Santos FC |           |                       |                         |            |         |

| Fecha 2               | Fecha 2   | Fecha 2             | Fecha 2                  | Fecha 2     | Fecha 2 |
| Local                 | Resultado | Visitante           | Estadio                  | Fecha       | Hora    |
| --------------------- | --------- | ------------------- | ------------------------ | ----------- | ------- |
| Pirata FC             | 0 - 1     | Alianza Universidad | Municipal de la Juventud | 9 de abril  | 13:00   |
| Santos FC             | 2 - 2     | Deportivo Coopsol   | Municipal de Nasca       | 10 de abril | 13:00   |
| Alfonso Ugarte        | 1 - 1     | Unión Comercio      | Monumental UNA           | 10 de abril | 15:00   |
| Deportivo Llacuabamba | 2 - 1     | Juan Aurich         | Municipal de Otuzco      | 10 de abril | 15:00   |
| Sport Chavelines      | 2 - 0     | Comerciantes Unidos | Municipal de Pacasmayo   | 10 de abril | 15:30   |
| Los Chankas           | 1 - 1     | Unión Huaral        | Los Chankas              | 10 de abril | 15:30   |
| Descansa: Cusco FC    |           |                     |                          |             |         |

| Fecha 3                     | Fecha 3   | Fecha 3               | Fecha 3                   | Fecha 3     | Fecha 3 |
| Local                       | Resultado | Visitante             | Estadio                   | Fecha       | Hora    |
| --------------------------- | --------- | --------------------- | ------------------------- | ----------- | ------- |
| Cusco FC                    | 2 - 2     | Alfonso Ugarte        | Inca Garcilaso de la Vega | 16 de abril | 15:00   |
| Unión Comercio              | 3 - 0     | Sport Chavelines      | Carlos Vidaurre García    | 17 de abril | 13:00   |
| Alianza Universidad         | 1 - 1     | Deportivo Llacuabamba | Heraclio Tapia            | 17 de abril | 15:00   |
| Comerciantes Unidos         | 1 - 1     | Pirata FC             | Cristo el Señor           | 17 de abril | 15:30   |
| Unión Huaral                | 0 - 0     | Santos FC             | Julio Lores Colán         | 17 de abril | 15:30   |
| Juan Aurich                 | 4 - 2     | Los Chankas           | César Flores Marigorda    | 17 de abril | 15:30   |
| Descansa: Deportivo Coopsol |           |                       |                           |             |         |

| Fecha 4                  | Fecha 4   | Fecha 4             | Fecha 4                  | Fecha 4     | Fecha 4 |
| Local                    | Resultado | Visitante           | Estadio                  | Fecha       | Hora    |
| ------------------------ | --------- | ------------------- | ------------------------ | ----------- | ------- |
| Deportivo Coopsol        | 0 - 1     | Unión Huaral        | Facundo Ramírez Aguilar  | 23 de abril | 13:00   |
| Pirata FC                | 0 - 2     | Unión Comercio      | Municipal de la Juventud | 23 de abril | 15:00   |
| Santos FC                | 4 - 0     | Juan Aurich         | Municipal de Nasca       | 24 de abril | 13:00   |
| Deportivo Llacuabamba    | 1 - 0     | Comerciantes Unidos | Municipal de Otuzco      | 24 de abril | 15:00   |
| Sport Chavelines         | 0 - 1     | Cusco FC            | Municipal de Pacasmayo   | 24 de abril | 15:30   |
| Los Chankas              | 3 - 2     | Alianza Universidad | Los Chankas              | 24 de abril | 15:30   |
| Descansa: Alfonso Ugarte |           |                     |                          |             |         |

| Fecha 5                | Fecha 5   | Fecha 5               | Fecha 5                   | Fecha 5     | Fecha 5 |
| Local                  | Resultado | Visitante             | Estadio                   | Fecha       | Hora    |
| ---------------------- | --------- | --------------------- | ------------------------- | ----------- | ------- |
| Comerciantes Unidos    | 1 - 0     | Los Chankas           | Cristo el Señor           | 30 de abril | 11:30   |
| Cusco FC               | 2 - 0     | Pirata FC             | Inca Garcilaso de la Vega | 30 de abril | 15:00   |
| Unión Comercio         | 2 - 0     | Deportivo Llacuabamba | Carlos Vidaurre García    | 1 de mayo   | 13:00   |
| Alfonso Ugarte         | 2 - 0     | Sport Chavelines      | Monumental UNA            | 1 de mayo   | 15:00   |
| Alianza Universidad    | 4 - 1     | Santos FC             | Heraclio Tapia            | 1 de mayo   | 15:00   |
| Juan Aurich            | 1 - 2     | Deportivo Coopsol     | César Flores Marigorda    | 1 de mayo   | 15:30   |
| Descansa: Unión Huaral |           |                       |                           |             |         |

| Fecha 6                    | Fecha 6   | Fecha 6             | Fecha 6                  | Fecha 6   | Fecha 6 |
| Local                      | Resultado | Visitante           | Estadio                  | Fecha     | Hora    |
| -------------------------- | --------- | ------------------- | ------------------------ | --------- | ------- |
| Deportivo Coopsol          | 1 - 1     | Alianza Universidad | Facundo Ramírez Aguilar  | 7 de mayo | 15:00   |
| Pirata FC                  | 0 - 1     | Alfonso Ugarte      | Municipal de la Juventud | 7 de mayo | 15:00   |
| Deportivo Llacuabamba      | 0 - 0     | Cusco FC            | Municipal de Otuzco      | 7 de mayo | 15:00   |
| Santos FC                  | 2 - 0     | Comerciantes Unidos | Municipal de Nasca       | 8 de mayo | 15:00   |
| Unión Huaral               | 0 - 0     | Juan Aurich         | Julio Lores Colán        | 8 de mayo | 15:30   |
| Los Chankas                | 2 - 1     | Unión Comercio      | Los Chankas              | 8 de mayo | 15:30   |
| Descansa: Sport Chavelines |           |                     |                          |           |         |

| Fecha 7               | Fecha 7   | Fecha 7               | Fecha 7                   | Fecha 7    | Fecha 7 |
| Local                 | Resultado | Visitante             | Estadio                   | Fecha      | Hora    |
| --------------------- | --------- | --------------------- | ------------------------- | ---------- | ------- |
| Comerciantes Unidos   | 4 - 1     | Deportivo Coopsol     | Cristo el Señor           | 14 de mayo | 11:30   |
| Unión Comercio        | 3 - 1     | Santos FC             | Carlos Vidaurre García    | 15 de mayo | 13:00   |
| Cusco FC              | 2 - 1     | Los Chankas           | Inca Garcilaso de la Vega | 15 de mayo | 15:00   |
| Alfonso Ugarte        | 1 - 0     | Deportivo Llacuabamba | Monumental UNA            | 15 de mayo | 15:00   |
| Alianza Universidad   | 1 - 3     | Unión Huaral          | Heraclio Tapia            | 15 de mayo | 15:00   |
| Sport Chavelines      | 1 - 0     | Pirata FC             | Municipal de Pacasmayo    | 15 de mayo | 15:30   |
| Descansa: Juan Aurich |           |                       |                           |            |         |

| Fecha 8               | Fecha 8   | Fecha 8             | Fecha 8                 | Fecha 8    | Fecha 8 |
| Local                 | Resultado | Visitante           | Estadio                 | Fecha      | Hora    |
| --------------------- | --------- | ------------------- | ----------------------- | ---------- | ------- |
| Deportivo Coopsol     | 0 - 1     | Unión Comercio      | Facundo Ramírez Aguilar | 21 de mayo | 15:00   |
| Santos FC             | 1 - 2     | Cusco FC            | Municipal de Nasca      | 22 de mayo | 13:00   |
| Deportivo Llacuabamba | 5 - 1     | Sport Chavelines    | Municipal de Otuzco     | 22 de mayo | 15:00   |
| Unión Huaral          | 1 - 1     | Comerciantes Unidos | Julio Lores Colán       | 22 de mayo | 15:30   |
| Los Chankas           | 3 - 0     | Alfonso Ugarte      | Los Chankas             | 22 de mayo | 15:30   |
| Juan Aurich           | 3 - 3     | Alianza Universidad | César Flores Marigorda  | 22 de mayo | 15:30   |
| Descansa: Pirata FC   |           |                     |                         |            |         |

| Fecha 9                       | Fecha 9   | Fecha 9               | Fecha 9                   | Fecha 9    | Fecha 9 |
| Local                         | Resultado | Visitante             | Estadio                   | Fecha      | Hora    |
| ----------------------------- | --------- | --------------------- | ------------------------- | ---------- | ------- |
| Comerciantes Unidos           | 4 - 3     | Juan Aurich           | Cristo el Señor           | 28 de mayo | 11:30   |
| Pirata FC                     | 1 - 0     | Deportivo Llacuabamba | Municipal de la Juventud  | 28 de mayo | 13:00   |
| Cusco FC                      | 3 - 0     | Deportivo Coopsol     | Inca Garcilaso de la Vega | 28 de mayo | 15:00   |
| Unión Comercio                | 4 - 0     | Unión Huaral          | Carlos Vidaurre García    | 29 de mayo | 13:00   |
| Alfonso Ugarte                | 1 - 1     | Santos FC             | Monumental UNA            | 29 de mayo | 15:00   |
| Sport Chavelines              | 0 - 1     | Los Chankas           | Municipal de Pacasmayo    | 29 de mayo | 15:30   |
| Descansa: Alianza Universidad |           |                       |                           |            |         |

| Fecha 10                        | Fecha 10  | Fecha 10            | Fecha 10                | Fecha 10   | Fecha 10 |
| Local                           | Resultado | Visitante           | Estadio                 | Fecha      | Hora     |
| ------------------------------- | --------- | ------------------- | ----------------------- | ---------- | -------- |
| Deportivo Coopsol               | 2 - 1     | Alfonso Ugarte      | Facundo Ramírez Aguilar | 4 de junio | 15:00    |
| Alianza Universidad             | 1 - 2     | Comerciantes Unidos | Heraclio Tapia          | 4 de junio | 15:00    |
| Santos FC                       | 3 - 0     | Sport Chavelines    | Municipal de Nasca      | 5 de junio | 13:00    |
| Unión Huaral                    | 0 - 1     | Cusco FC            | Julio Lores Colán       | 5 de junio | 15:30    |
| Juan Aurich                     | 2 - 1     | Unión Comercio      | César Flores Marigorda  | 5 de junio | 15:30    |
| Los Chankas                     | 0 - 0     | Pirata FC           | Los Chankas             | 5 de junio | 15:45    |
| Descansa: Deportivo Llacuabamba |           |                     |                         |            |          |

| Fecha 11                      | Fecha 11  | Fecha 11            | Fecha 11                  | Fecha 11    | Fecha 11 |
| Local                         | Resultado | Visitante           | Estadio                   | Fecha       | Hora     |
| ----------------------------- | --------- | ------------------- | ------------------------- | ----------- | -------- |
| Cusco FC                      | 2 - 0     | Juan Aurich         | Inca Garcilaso de la Vega | 11 de junio | 15:00    |
| Pirata FC                     | 0 - 1     | Santos FC           | Municipal de la Juventud  | 11 de junio | 15:00    |
| Unión Comercio                | 3 - 1     | Alianza Universidad | Carlos Vidaurre García    | 12 de junio | 13:00    |
| Deportivo Llacuabamba         | 1 - 2     | Los Chankas         | Municipal de Otuzco       | 12 de junio | 13:00    |
| Alfonso Ugarte                | 1 - 1     | Unión Huaral        | Monumental UNA            | 12 de junio | 15:00    |
| Sport Chavelines              | 0 - 0     | Deportivo Coopsol   | Municipal de Pacasmayo    | 12 de junio | 15:30    |
| Descansa: Comerciantes Unidos |           |                     |                           |             |          |

| Fecha 12              | Fecha 12  | Fecha 12              | Fecha 12                | Fecha 12    | Fecha 12 |
| Local                 | Resultado | Visitante             | Estadio                 | Fecha       | Hora     |
| --------------------- | --------- | --------------------- | ----------------------- | ----------- | -------- |
| Comerciantes Unidos   | 2 - 3     | Unión Comercio        | Cristo el Señor         | 18 de junio | 11:30    |
| Deportivo Coopsol     | 1 - 1     | Pirata FC             | Facundo Ramírez Aguilar | 18 de junio | 15:00    |
| Santos FC             | 2 - 2     | Deportivo Llacuabamba | Municipal de Nasca      | 19 de junio | 13:00    |
| Alianza Universidad   | 0 - 2     | Cusco FC              | Heraclio Tapia          | 19 de junio | 15:00    |
| Unión Huaral          | 1 - 0     | Sport Chavelines      | Julio Lores Colán       | 19 de junio | 15:30    |
| Juan Aurich           | 4 - 3     | Alfonso Ugarte        | César Flores Marigorda  | 19 de junio | 15:30    |
| Descansa: Los Chankas |           |                       |                         |             |          |

| Fecha 13                 | Fecha 13  | Fecha 13            | Fecha 13                  | Fecha 13    | Fecha 13 |
| Local                    | Resultado | Visitante           | Estadio                   | Fecha       | Hora     |
| ------------------------ | --------- | ------------------- | ------------------------- | ----------- | -------- |
| Alfonso Ugarte           | 2 - 1     | Alianza Universidad | Monumental UNA            | 26 de junio | 15:00    |
| Cusco FC (C)             | 3 - 2     | Comerciantes Unidos | Inca Garcilaso de la Vega | 26 de junio | 15:00    |
| Sport Chavelines         | 1 - 1     | Juan Aurich         | Municipal de Pacasmayo    | 26 de junio | 15:00    |
| Deportivo Llacuabamba    | 2 - 1     | Deportivo Coopsol   | Municipal de Otuzco       | 26 de junio | 15:00    |
| Pirata FC                | 1 - 1     | Unión Huaral        | Municipal de la Juventud  | 26 de junio | 15:00    |
| Los Chankas              | 2 - 0     | Santos FC           | Los Chankas               | 26 de junio | 15:30    |
| Descansa: Unión Comercio |           |                     |                           |             |          |

## Torneo Clausura

### Clasificación
| Pos. | Equipo                | Pts. | PJ | G | E | P | GF | GC | Dif. | Clasificación                         |
| ---- | --------------------- | ---- | -- | - | - | - | -- | -- | ---- | ------------------------------------- |
| 1    | Cusco FC              | 29   | 12 | 9 | 2 | 1 | 27 | 9  | +18  | Accede a los Play-offs de campeonato. |
| 2    | Unión Comercio        | 23   | 12 | 7 | 2 | 3 | 30 | 10 | +20  |                                       |
| 3    | Santos FC             | 23   | 12 | 7 | 2 | 3 | 17 | 13 | +4   |                                       |
| 4    | Comerciantes Unidos   | 20   | 12 | 6 | 2 | 4 | 18 | 16 | +2   |                                       |
| 5    | Alianza Universidad   | 19   | 12 | 5 | 4 | 3 | 26 | 17 | +9   |                                       |
| 6    | Alfonso Ugarte        | 19   | 12 | 6 | 1 | 5 | 18 | 16 | +2   |                                       |
| 7    | Unión Huaral          | 17   | 12 | 5 | 2 | 5 | 15 | 19 | −4   |                                       |
| 8    | Los Chankas           | 16   | 12 | 4 | 4 | 4 | 23 | 23 | 0    |                                       |
| 9    | Pirata FC             | 13   | 12 | 3 | 4 | 5 | 13 | 19 | −6   |                                       |
| 10   | Deportivo Llacuabamba | 12   | 12 | 3 | 3 | 6 | 16 | 23 | −7   |                                       |
| 11   | Deportivo Coopsol     | 11   | 12 | 2 | 5 | 5 | 11 | 20 | −9   |                                       |
| 12   | Juan Aurich           | 11   | 12 | 3 | 2 | 7 | 12 | 24 | −12  |                                       |
| 13   | Sport Chavelines      | 3    | 12 | 0 | 3 | 9 | 7  | 24 | −17  |                                       |

 Fuente: FPF
Criterios de clasificación: Puntos · Diferencia de goles · Goles a favor · Play-off

### Resultados
| Fecha 1               | Fecha 1   | Fecha 1             | Fecha 1                   | Fecha 1    | Fecha 1 |
| Local                 | Resultado | Visitante           | Estadio                   | Fecha      | Hora    |
| --------------------- | --------- | ------------------- | ------------------------- | ---------- | ------- |
| Cusco FC              | 4 - 1     | Unión Comercio      | Inca Garcilaso de la Vega | 3 de julio | 15:00   |
| Deportivo Llacuabamba | 3 - 1     | Unión Huaral        | Municipal de Otuzco       | 3 de julio | 15:00   |
| Alfonso Ugarte        | 2 - 0     | Comerciantes Unidos | Monumental UNA            | 3 de julio | 15:00   |
| Pirata FC             | 1 - 0     | Juan Aurich         | Municipal de la Juventud  | 3 de julio | 15:00   |
| Sport Chavelines      | 0 - 1     | Alianza Universidad | Municipal de Pacasmayo    | 3 de julio | 15:30   |
| Los Chankas           | 2 - 2     | Deportivo Coopsol   | Los Chankas               | 3 de julio | 15:30   |
| Descansa: Santos FC   |           |                     |                           |            |         |

| Fecha 2             | Fecha 2   | Fecha 2               | Fecha 2                 | Fecha 2     | Fecha 2 |
| Local               | Resultado | Visitante             | Estadio                 | Fecha       | Hora    |
| ------------------- | --------- | --------------------- | ----------------------- | ----------- | ------- |
| Deportivo Coopsol   | 0 - 1     | Santos FC             | Facundo Ramírez Aguilar | 9 de julio  | 15:00   |
| Juan Aurich         | 2 - 2     | Deportivo Llacuabamba | César Flores Marigorda  | 10 de julio | 13:00   |
| Unión Comercio      | 4 - 1     | Alfonso Ugarte        | Carlos Vidaurre García  | 10 de julio | 13:00   |
| Alianza Universidad | 3 - 0     | Pirata FC             | Heraclio Tapia          | 10 de julio | 15:00   |
| Comerciantes Unidos | 4 - 0     | Sport Chavelines      | Juan Maldonado Gamarra  | 10 de julio | 15:30   |
| Unión Huaral        | 2 - 1     | Los Chankas           | Julio Lores Colán       | 10 de julio | 15:30   |
| Descansa: Cusco FC  |           |                       |                         |             |         |

| Fecha 3                     | Fecha 3   | Fecha 3             | Fecha 3                  | Fecha 3     | Fecha 3 |
| Local                       | Resultado | Visitante           | Estadio                  | Fecha       | Hora    |
| --------------------------- | --------- | ------------------- | ------------------------ | ----------- | ------- |
| Alfonso Ugarte              | 0 - 1     | Cusco FC            | Monumental UNA           | 17 de julio | 15:00   |
| Santos FC                   | 1 - 0     | Unión Huaral        | Municipal de Nasca       | 17 de julio | 15:00   |
| Deportivo Llacuabamba       | 2 - 1     | Alianza Universidad | Municipal de Otuzco      | 17 de julio | 15:00   |
| Pirata FC                   | 1 - 2     | Comerciantes Unidos | Municipal de la Juventud | 17 de julio | 15:00   |
| Los Chankas                 | 4 - 0     | Juan Aurich         | Los Chankas              | 17 de julio | 15:30   |
| Sport Chavelines            | 0 - 0     | Unión Comercio      | Municipal de Pacasmayo   | 17 de julio | 15:30   |
| Descansa: Deportivo Coopsol |           |                     |                          |             |         |

| Fecha 4                  | Fecha 4      | Fecha 4               | Fecha 4                   | Fecha 4     | Fecha 4 |
| Local                    | Resultado    | Visitante             | Estadio                   | Fecha       | Hora    |
| ------------------------ | ------------ | --------------------- | ------------------------- | ----------- | ------- |
| Juan Aurich              | 0 - 1        | Santos FC             | César Flores Marigorda    | 23 de julio | 13:00   |
| Cusco FC                 | 3 - 0 (w.o.) | Sport Chavelines      | Inca Garcilaso de la Vega | 23 de julio | 15:00   |
| Unión Comercio           | 4 - 1        | Pirata FC             | Carlos Vidaurre García    | 24 de julio | 13:00   |
| Alianza Universidad      | 2 - 2        | Los Chankas           | Heraclio Tapia            | 24 de julio | 15:00   |
| Comerciantes Unidos      | 2 - 1        | Deportivo Llacuabamba | Juan Maldonado Gamarra    | 24 de julio | 15:30   |
| Unión Huaral             | 1 - 1        | Deportivo Coopsol     | Julio Lores Colán         | 24 de julio | 15:30   |
| Descansa: Alfonso Ugarte |              |                       |                           |             |         |

| Fecha 5                | Fecha 5   | Fecha 5             | Fecha 5                      | Fecha 5     | Fecha 5 |
| Local                  | Resultado | Visitante           | Estadio                      | Fecha       | Hora    |
| ---------------------- | --------- | ------------------- | ---------------------------- | ----------- | ------- |
| Deportivo Coopsol      | 0 - 0     | Juan Aurich         | Facundo Ramírez Aguilar      | 30 de julio | 15:00   |
| Deportivo Llacuabamba  | 0 - 3     | Unión Comercio      | Víctor Raúl Haya de La Torre | 31 de julio | 15:00   |
| Santos FC              | 2 - 2     | Alianza Universidad | Municipal de Nasca           | 31 de julio | 15:00   |
| Pirata FC              | 2 - 2     | Cusco FC            | Municipal de la Juventud     | 31 de julio | 15:00   |
| Sport Chavelines       | 1 - 1     | Alfonso Ugarte      | Municipal de Pacasmayo       | 31 de julio | 15:30   |
| Los Chankas            | 2 - 0     | Comerciantes Unidos | Los Chankas                  | 31 de julio | 15:30   |
| Descansa: Unión Huaral |           |                     |                              |             |         |

| Fecha 6                    | Fecha 6   | Fecha 6               | Fecha 6                   | Fecha 6     | Fecha 6 |
| Local                      | Resultado | Visitante             | Estadio                   | Fecha       | Hora    |
| -------------------------- | --------- | --------------------- | ------------------------- | ----------- | ------- |
| Alianza Universidad        | 6 - 1     | Deportivo Coopsol     | Heraclio Tapia            | 5 de agosto | 20:00   |
| Cusco FC                   | 2 - 0     | Deportivo Llacuabamba | Inca Garcilaso de la Vega | 6 de agosto | 15:00   |
| Unión Comercio             | 4 - 0     | Los Chankas           | Carlos Vidaurre García    | 7 de agosto | 13:00   |
| Juan Aurich                | 4 - 1     | Unión Huaral          | César Flores Marigorda    | 7 de agosto | 15:00   |
| Alfonso Ugarte             | 2 - 1     | Pirata FC             | Monumental UNA            | 7 de agosto | 15:00   |
| Comerciantes Unidos        | 1 - 1     | Santos FC             | Juan Maldonado Gamarra    | 7 de agosto | 15:30   |
| Descansa: Sport Chavelines |           |                       |                           |             |         |

| Fecha 7               | Fecha 7   | Fecha 7             | Fecha 7                      | Fecha 7      | Fecha 7 |
| Local                 | Resultado | Visitante           | Estadio                      | Fecha        | Hora    |
| --------------------- | --------- | ------------------- | ---------------------------- | ------------ | ------- |
| Deportivo Coopsol     | 0 - 0     | Comerciantes Unidos | Facundo Ramírez Aguilar      | 13 de agosto | 15:00   |
| Pirata FC             | 1 - 0     | Sport Chavelines    | Municipal de la Juventud     | 14 de agosto | 15:00   |
| Santos FC             | 1 - 0     | Unión Comercio      | Municipal de Nasca           | 14 de agosto | 15:00   |
| Deportivo Llacuabamba | 2 - 3     | Alfonso Ugarte      | Víctor Raúl Haya de La Torre | 14 de agosto | 15:00   |
| Los Chankas           | 1 - 1     | Cusco FC            | Los Chankas                  | 14 de agosto | 15:30   |
| Unión Huaral          | 1 - 1     | Alianza Universidad | Rómulo Shaw Cisneros         | 14 de agosto | 15:30   |
| Descansa: Juan Aurich |           |                     |                              |              |         |

| Fecha 8             | Fecha 8   | Fecha 8               | Fecha 8                   | Fecha 8      | Fecha 8 |
| Local               | Resultado | Visitante             | Estadio                   | Fecha        | Hora    |
| ------------------- | --------- | --------------------- | ------------------------- | ------------ | ------- |
| Unión Comercio      | 4 - 0     | Deportivo Coopsol     | Carlos Vidaurre García    | 21 de agosto | 13:00   |
| Cusco FC            | 4 - 1     | Santos FC             | Inca Garcilaso de la Vega | 21 de agosto | 15:00   |
| Alfonso Ugarte      | 2 - 1     | Los Chankas           | Monumental UNA            | 21 de agosto | 15:00   |
| Alianza Universidad | 3 - 1     | Juan Aurich           | Heraclio Tapia            | 21 de agosto | 15:00   |
| Comerciantes Unidos | 3 - 1     | Unión Huaral          | Juan Maldonado Gamarra    | 21 de agosto | 15:30   |
| Sport Chavelines    | 1 - 1     | Deportivo Llacuabamba | Municipal de Pacasmayo    | 21 de agosto | 15:30   |
| Descansa: Pirata FC |           |                       |                           |              |         |

| Fecha 9                       | Fecha 9   | Fecha 9             | Fecha 9                 | Fecha 9      | Fecha 9 | Fecha 9   |
| Local                         | Resultado | Visitante           | Estadio                 | Fecha        | Hora    | TV        |
| ----------------------------- | --------- | ------------------- | ----------------------- | ------------ | ------- | --------- |
| Deportivo Coopsol             | 1 - 2     | Cusco FC            | Facundo Ramírez Aguilar | 27 de agosto | 15:00   | Nativa TV |
| Santos FC                     | 1 - 0     | Alfonso Ugarte      | Municipal de Nasca      | 28 de agosto | 15:00   | −         |
| Juan Aurich                   | 2 - 1     | Comerciantes Unidos | César Flores Marigorda  | 28 de agosto | 15:00   | −         |
| Deportivo Llacuabamba         | 0 - 0     | Pirata FC           | Municipal de Otuzco     | 28 de agosto | 15:00   | −         |
| Los Chankas                   | 3 - 2     | Sport Chavelines    | Los Chankas             | 28 de agosto | 15:30   | −         |
| Unión Huaral                  | 2 - 1     | Unión Comercio      | Rómulo Shaw Cisneros    | 28 de agosto | 15:30   | Nativa TV |
| Descansa: Alianza Universidad |           |                     |                         |              |         |           |

| Fecha 10                        | Fecha 10  | Fecha 10            | Fecha 10                  | Fecha 10        | Fecha 10 | Fecha 10  |
| Local                           | Resultado | Visitante           | Estadio                   | Fecha           | Hora     | TV        |
| ------------------------------- | --------- | ------------------- | ------------------------- | --------------- | -------- | --------- |
| Unión Comercio                  | 4 - 0     | Juan Aurich         | Carlos Vidaurre García    | 4 de septiembre | 13:00    | Nativa TV |
| Alfonso Ugarte                  | 1 - 0     | Deportivo Coopsol   | Modelo Ilave              | 4 de septiembre | 15:00    | −         |
| Cusco FC                        | 2 - 0     | Unión Huaral        | Inca Garcilaso de la Vega | 4 de septiembre | 15:00    | −         |
| Pirata FC                       | 1 - 1     | Los Chankas         | Municipal de la Juventud  | 4 de septiembre | 15:00    | −         |
| Sport Chavelines                | 1 - 2     | Santos FC           | Municipal de Pacasmayo    | 4 de septiembre | 15:30    | −         |
| Comerciantes Unidos             | 3 - 1     | Alianza Universidad | Juan Maldonado Gamarra    | 4 de septiembre | 15:30    | −         |
| Descansa: Deportivo Llacuabamba |           |                     |                           |                 |          |           |

| Fecha 11                      | Fecha 11  | Fecha 11              | Fecha 11                | Fecha 11         | Fecha 11 | Fecha 11  |
| Local                         | Resultado | Visitante             | Estadio                 | Fecha            | Hora     | TV        |
| ----------------------------- | --------- | --------------------- | ----------------------- | ---------------- | -------- | --------- |
| Alianza Universidad           | 1 - 1     | Unión Comercio        | Heraclio Tapia          | 9 de septiembre  | 19:00    | −         |
| Deportivo Coopsol             | 2 - 1     | Sport Chavelines      | Facundo Ramírez Aguilar | 10 de septiembre | 15:00    | −         |
| Juan Aurich                   | 0 - 3     | Cusco FC              | César Flores Marigorda  | 11 de septiembre | 15:00    | Nativa TV |
| Santos FC                     | 1 - 2     | Pirata FC             | Municipal de Nasca      | 11 de septiembre | 15:00    | −         |
| Unión Huaral                  | 1 - 0     | Alfonso Ugarte        | Rómulo Shaw Cisneros    | 11 de septiembre | 15:30    | −         |
| Los Chankas                   | 6 - 2     | Deportivo Llacuabamba | Los Chankas             | 11 de septiembre | 15:30    | −         |
| Descansa: Comerciantes Unidos |           |                       |                         |                  |          |           |

| Fecha 12              | Fecha 12  | Fecha 12            | Fecha 12                  | Fecha 12         | Fecha 12 | Fecha 12         |
| Local                 | Resultado | Visitante           | Estadio                   | Fecha            | Hora     | TV               |
| --------------------- | --------- | ------------------- | ------------------------- | ---------------- | -------- | ---------------- |
| Pirata FC             | 2 - 2     | Deportivo Coopsol   | Municipal de la Juventud  | 17 de septiembre | 15:00    | −                |
| Unión Comercio        | 4 - 0     | Comerciantes Unidos | Carlos Vidaurre García    | 18 de septiembre | 13:00    | Nativa TV        |
| Cusco FC (C)          | 2 - 1     | Alianza Universidad | Inca Garcilaso de la Vega | 18 de septiembre | 15:00    | Movistar Eventos |
| Deportivo Llacuabamba | 3 - 0     | Santos FC           | Municipal de Otuzco       | 18 de septiembre | 15:00    | −                |
| Alfonso Ugarte        | 4 - 0     | Juan Aurich         | Modelo Ilave              | 18 de septiembre | 15:00    | −                |
| Sport Chavelines      | 1 - 3     | Unión Huaral        | Municipal de Pacasmayo    | 18 de septiembre | 15:30    | −                |
| Descansa: Los Chankas |           |                     |                           |                  |          |                  |

| Fecha 13                 | Fecha 13  | Fecha 13              | Fecha 13                | Fecha 13         | Fecha 13 |
| Local                    | Resultado | Visitante             | Estadio                 | Fecha            | Hora     |
| ------------------------ | --------- | --------------------- | ----------------------- | ---------------- | -------- |
| Deportivo Coopsol        | 2 - 0     | Deportivo Llacuabamba | Facundo Ramírez Aguilar | 24 de septiembre | 15:00    |
| Juan Aurich              | 3 - 0     | Sport Chavelines      | César Flores Marigorda  | 24 de septiembre | 15:00    |
| Alianza Universidad      | 4 - 2     | Alfonso Ugarte        | Heraclio Tapia          | 25 de septiembre | 15:00    |
| Comerciantes Unidos      | 2 - 1     | Cusco FC              | Juan Maldonado Gamarra  | 25 de septiembre | 15:00    |
| Santos FC                | 5 - 0     | Los Chankas           | Municipal de Nasca      | 25 de septiembre | 15:00    |
| Unión Huaral             | 2 - 1     | Pirata FC             | Rómulo Shaw Cisneros    | 25 de septiembre | 15:00    |
| Descansa: Unión Comercio |           |                       |                         |                  |          |

Notas:
1. ↑  Cusco FC ganó por walkover debido a que Sport Chavelines se presentó al partido sin tener cuerpo médico.[4]

## Tabla acumulada

### Clasificación
| Pos. | Equipo                | Pts. | PJ | G  | E | P  | GF | GC | Dif. | Clasificación o descenso                                 |
| ---- | --------------------- | ---- | -- | -- | - | -- | -- | -- | ---- | -------------------------------------------------------- |
| 1    | Cusco FC (C, A)       | 58   | 24 | 18 | 4 | 2  | 47 | 16 | +31  | Accede a los play-offs de campeonato.                    |
| 2    | Unión Comercio (A)    | 51   | 24 | 16 | 3 | 5  | 55 | 19 | +36  | Accede a los play-offs de campeonato.                    |
| 3    | Santos FC             | 37   | 24 | 11 | 6 | 7  | 35 | 29 | +6   |                                                          |
| 4    | Los Chankas           | 36   | 24 | 10 | 6 | 8  | 40 | 37 | +3   |                                                          |
| 5    | Comerciantes Unidos   | 36   | 24 | 11 | 4 | 9  | 37 | 35 | +2   |                                                          |
| 6    | Alfonso Ugarte        | 35   | 24 | 10 | 5 | 9  | 34 | 33 | +1   |                                                          |
| 7    | Unión Huaral          | 33   | 24 | 9  | 8 | 7  | 27 | 29 | −2   |                                                          |
| 8    | Alianza Universidad   | 29   | 24 | 7  | 8 | 9  | 43 | 39 | +4   |                                                          |
| 9    | Deportivo Llacuabamba | 27   | 24 | 7  | 6 | 11 | 30 | 38 | −8   |                                                          |
| 10   | Deportivo Coopsol     | 24   | 24 | 5  | 9 | 10 | 23 | 37 | −14  |                                                          |
| 11   | Pirata FC             | 23   | 24 | 5  | 8 | 11 | 19 | 30 | −11  |                                                          |
| 12   | Juan Aurich           | 21   | 24 | 6  | 5 | 13 | 31 | 50 | −19  |                                                          |
| 13   | Sport Chavelines (D)  | 9    | 24 | 2  | 6 | 16 | 13 | 42 | −29  | Desciende a la Etapa Departamental de la Copa Perú 2023. |

 Fuente: FPF
Criterios de clasificación: Puntos · Diferencia de goles · Goles a favor · Play-off
Notas:
1. ↑  Resolución N° 067-CL-FPF-2022: Reducción de dos puntos (-2) a Santos F.C.[5]
2. ↑  Resolución N° 071-CL-FPF-2022: Reducción de un punto (-1) a Comerciantes Unidos.[6]
3. ↑  Resolución N° 072-CL-FPF-2022: Reducción de dos puntos (-2) a Unión Huaral.[7]
4. ↑  Resolución N° 069-CL-FPF-2022: Reducción de dos puntos (-2) a Juan Aurich.[8]
5. ↑  Resolución N° 074-CL-FPF-2022: Reducción de tres puntos (-3) a Sport Chavelines.[9]

### Tabla de resultados
| Local \ Visitante     | AUG | AUH | COM | CUS | COO | LLA | JUA | CNK | PIR | SAN | CHA | UCO | UHU |
| --------------------- | --- | --- | --- | --- | --- | --- | --- | --- | --- | --- | --- | --- | --- |
| Alfonso Ugarte        |     | 2–1 | 2–0 | 0–1 | 1–0 | 1–0 | 4–0 | 2–1 | 2–1 | 1–1 | 2–0 | 1–1 | 1–1 |
| Alianza Universidad   | 4–2 |     | 1–2 | 0–2 | 6–1 | 1–1 | 3–1 | 2–2 | 3–0 | 4–1 | 1–1 | 1–1 | 1–3 |
| Comerciantes Unidos   | 2–1 | 3–1 |     | 2–1 | 4–1 | 2–1 | 4–3 | 1–0 | 1–1 | 1–1 | 4–0 | 2–3 | 3–1 |
| Cusco FC              | 2–2 | 2–1 | 3–2 |     | 3–0 | 2–0 | 2–0 | 2–1 | 2–0 | 4–1 | 3–0 | 4–1 | 2–0 |
| Deportivo Coopsol     | 2–1 | 1–1 | 0–0 | 1–2 |     | 2–0 | 0–0 | 2–0 | 1–1 | 0–1 | 2–1 | 0–1 | 0–1 |
| Deportivo Llacuabamba | 2–3 | 2–1 | 1–0 | 0–0 | 2–1 |     | 2–1 | 1–2 | 0–0 | 3–0 | 5–1 | 0–3 | 3–1 |
| Juan Aurich           | 4–3 | 3–3 | 2–1 | 0–3 | 1–2 | 2–2 |     | 4–2 | 0–2 | 0–1 | 3–0 | 2–1 | 4–1 |
| Los Chankas           | 3–0 | 3–2 | 2–0 | 1–1 | 2–2 | 6–2 | 4–0 |     | 0–0 | 2–0 | 3–2 | 2–1 | 1–1 |
| Pirata FC             | 0–1 | 0–1 | 1–2 | 2–2 | 2–2 | 1–0 | 1–0 | 1–1 |     | 0–1 | 1–0 | 0–2 | 1–1 |
| Santos FC             | 1–0 | 2–2 | 2–0 | 1–2 | 2–2 | 2–2 | 4–0 | 5–0 | 1–2 |     | 3–0 | 1–0 | 1–0 |
| Sport Chavelines      | 1–1 | 0–1 | 2–0 | 0–1 | 0–0 | 1–1 | 1–1 | 0–1 | 1–0 | 1–2 |     | 0–0 | 1–3 |
| Unión Comercio        | 4–1 | 3–1 | 4–0 | 1–0 | 4–0 | 2–0 | 4–0 | 4–0 | 4–1 | 3–1 | 3–0 |     | 4–0 |
| Unión Huaral          | 1–0 | 1–1 | 1–1 | 0–1 | 1–1 | 3–0 | 0–0 | 2–1 | 2–1 | 0–0 | 1–0 | 2–1 |     |

## Play-offs
Los play-offs iba a ser la última etapa del campeonato. Participaban los ganadores de los dos torneos cortos y los dos primeros ubicados en la Tabla Acumulada, pero debido a que Cusco FC ganó los dos torneos cortos, se proclamó campeón automáticamente.
Unión Comercio quedó subcampeón de la Liga2 al terminar segundo en la Tabla acumulada y jugó la Revalidación contra Ayacucho FC por un cupo en Primera División.

### Clasificados
| Equipo         | Método de clasificación       | Fecha del registro |
| -------------- | ----------------------------- | ------------------ |
| Cusco FC       | Ganador del Torneo Apertura   | 26 de junio        |
| Cusco FC       | Primero en la tabla acumulada | 9 de septiembre    |
| Cusco FC       | Ganador del Torneo Clausura   | 18 de septiembre   |
| Unión Comercio | Segundo en la tabla acumulada | 9 de septiembre    |

|                                                            |
|                                                            |
| Campeón 2022 Cusco FC Asciende a la Liga1 2023 1.er título |

## Revalidación
El equipo que terminó subcampeón de la Liga2 2022, Unión Comercio, jugó una llave de revalidación contra Ayacucho FC, antepenúltimo de la Liga1 2022, para determinar si mantenía o subía de categoría.
| Ida; 6 de noviembre | Unión Comercio                   | 3:0 (0:0) | Ayacucho FC | Estadio Carlos Vidaurre García, Tarapoto |                          |
| 13:00 (UTC-5)       | Medrano 49', 65' · Sánchez 90+3' | Reporte   |             | Árbitro(s): Joel Alarcón                 | Árbitro(s): Joel Alarcón |

| Vuelta; 13 de noviembre | Ayacucho FC         | 2:1 (1:1) (Global 2:4) | Unión Comercio | Estadio Ciudad de Cumaná, Ayacucho |                           |
| 15:00 (UTC-5)           | Regalado 45+5', 72' | Reporte                | Zeta 12'       | Árbitro(s): Edwin Ordóñez          | Árbitro(s): Edwin Ordóñez |

- Ayacucho descendió a la Liga2 tras perder en el global 2-4, Unión Comercio ascendió a la Liga1.

## Datos y estadísticas
| José Fajardo          | Cusco FC            | 14 | 20 |
| Matías Sen            | Comerciantes Unidos | 14 | 22 |
| Abdiel Ayarza         | Cusco FC            | 12 | 19 |
| Sergio Almirón        | Unión Comercio      | 10 | 13 |
| Sergio Samudio        | Juan Aurich         | 10 | 19 |
| Felipe Rodríguez      | Cusco FC            | 9  | 23 |
| Germán Pacheco        | Los Chankas         | 8  | 12 |
| Mario Ceballos        | Los Chankas         | 7  | 12 |
| Rodrigo Acosta        | Los Chankas         | 7  | 18 |
| Jorge Jiménez         | Pirata FC           | 7  | 24 |
| Fuente: Transfermarkt |                     |    |    |

| Ray Gómez             | Alianza Universidad | 12 | 20 |
| Felipe Rodríguez      | Cusco FC            | 11 | 23 |
| Omar Vásquez          | Unión Comercio      | 9  | 23 |
| Richard Chávez        | Comerciantes Unidos | 6  | 20 |
| Fuente: Transfermarkt |                     |    |    |

### Tripletes o más
| Fecha         | Jugador            | Goles           | Local          | Resultado | Visitante           | Reporte           |
| ------------- | ------------------ | --------------- | -------------- | --------- | ------------------- | ----------------- |
| 1. 22/05/2022 | Nicolás Chávez     | 47' 67' 70'     | Juan Aurich    | 3 - 3     | Alianza Universidad | Fecha 8 Apertura  |
| 2. 03/07/2022 | José Fajardo       | 12' 45' 50' 57' | Cusco FC       | 4 - 1     | Unión Comercio      | Fecha 1 Clausura  |
| 3. 04/09/2022 | Edis Ibargüen      | 11' 56' 68'     | Unión Comercio | 4 - 0     | Juan Aurich         | Fecha 10 Clausura |
| 4. 18/09/2022 | Jardy Portocarrero | 13' 62' 72'     | Alfonso Ugarte | 4 - 0     | Juan Aurich         | Fecha 12 Clausura |

### Autogoles
| Fecha          | Jugador          | Minuto       | Local                 | Resultado | Visitante             | Reporte           |
| -------------- | ---------------- | ------------ | --------------------- | --------- | --------------------- | ----------------- |
| 1. 05/06/2022  | Renato Ramírez   | 2 - 1, 84'   | Deportivo Coopsol     | 2 - 1     | Alfonso Ugarte        | Fecha 10 Apertura |
| 2. 18/06/2022  | Octavio Zapata   | 2 - 2, 79'   | Comerciantes Unidos   | 2 - 3     | Unión Comercio        | Fecha 12 Apertura |
| 3. 18/06/2022  | Inti Garrafa     | 2 - 1, 88'   | Santos                | 2 - 2     | Deportivo Llacuabamba | Fecha 12 Apertura |
| 4. 03/07/2022  | Brian Bernaola   | 1 - 1, 47'   | Deportivo Llacuabamba | 3 - 1     | Unión Huaral          | Fecha 1 Clausura  |
| 5. 03/07/2022  | Mathías López    | 3 - 1, 90+1' | Deportivo Llacuabamba | 3 - 1     | Unión Huaral          | Fecha 1 Clausura  |
| 6. 09/07/2022  | Brayan Castillo  | 0 - 1, 39'   | Deportivo Coopsol     | 0 - 1     | Santos                | Fecha 2 Clausura  |
| 7. 31/07/2022  | Luis Cardoza     | 2 - 2, 69'   | Santos                | 2 - 2     | Alianza Universidad   | Fecha 5 Clausura  |
| 8. 07/08/2022  | Víctor Salas     | 2 - 0, 61'   | Juan Aurich           | 4 - 1     | Unión Huaral          | Fecha 6 Clausura  |
| 9. 21/08/2022  | José Fajardo     | 2 - 1, 49'   | Cusco FC              | 4 - 1     | Santos                | Fecha 8 Clausura  |
| 10. 21/08/2022 | Camilo Jiménez   | 0 - 1, 40'   | Sport Chavelines      | 1 - 1     | Deportivo Llacuabamba | Fecha 8 Clausura  |
| 11. 28/08/2022 | Matías Sen       | 1 - 0, 24'   | Juan Aurich           | 2 - 1     | Comerciantes Unidos   | Fecha 9 Clausura  |
| 12. 04/09/2022 | Erick Rossi      | 2 - 0, 41'   | Comerciantes Unidos   | 3 - 1     | Unión Huaral          | Fecha 10 Clausura |
| 13. 11/09/2022 | Ederson Mogollón | 3 - 2, 59'   | Los Chankas           | 6 - 2     | Deportivo Llacuabamba | Fecha 11 Clausura |